# Josef Benedict Withalm

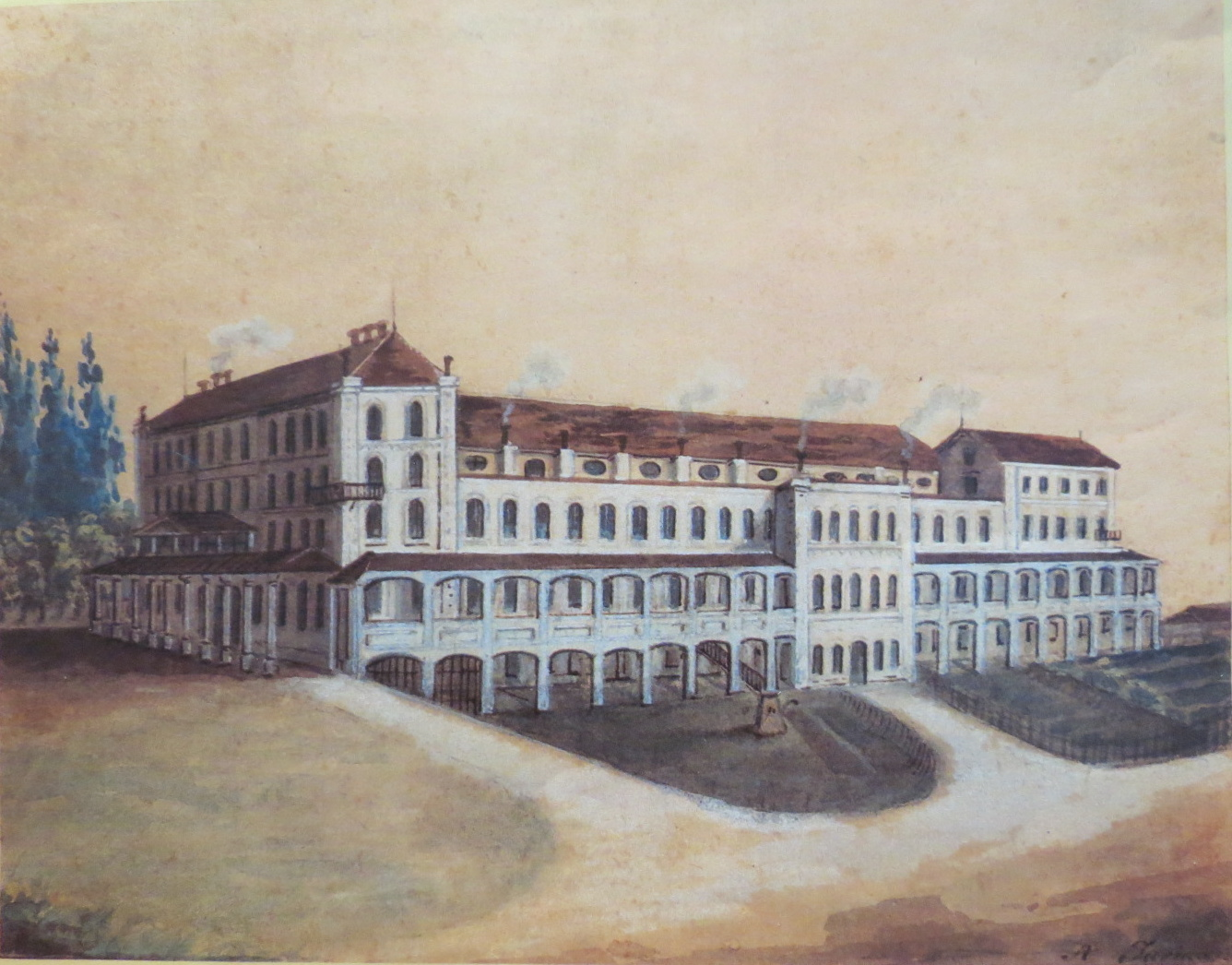
Kolizej v Ljubljanie

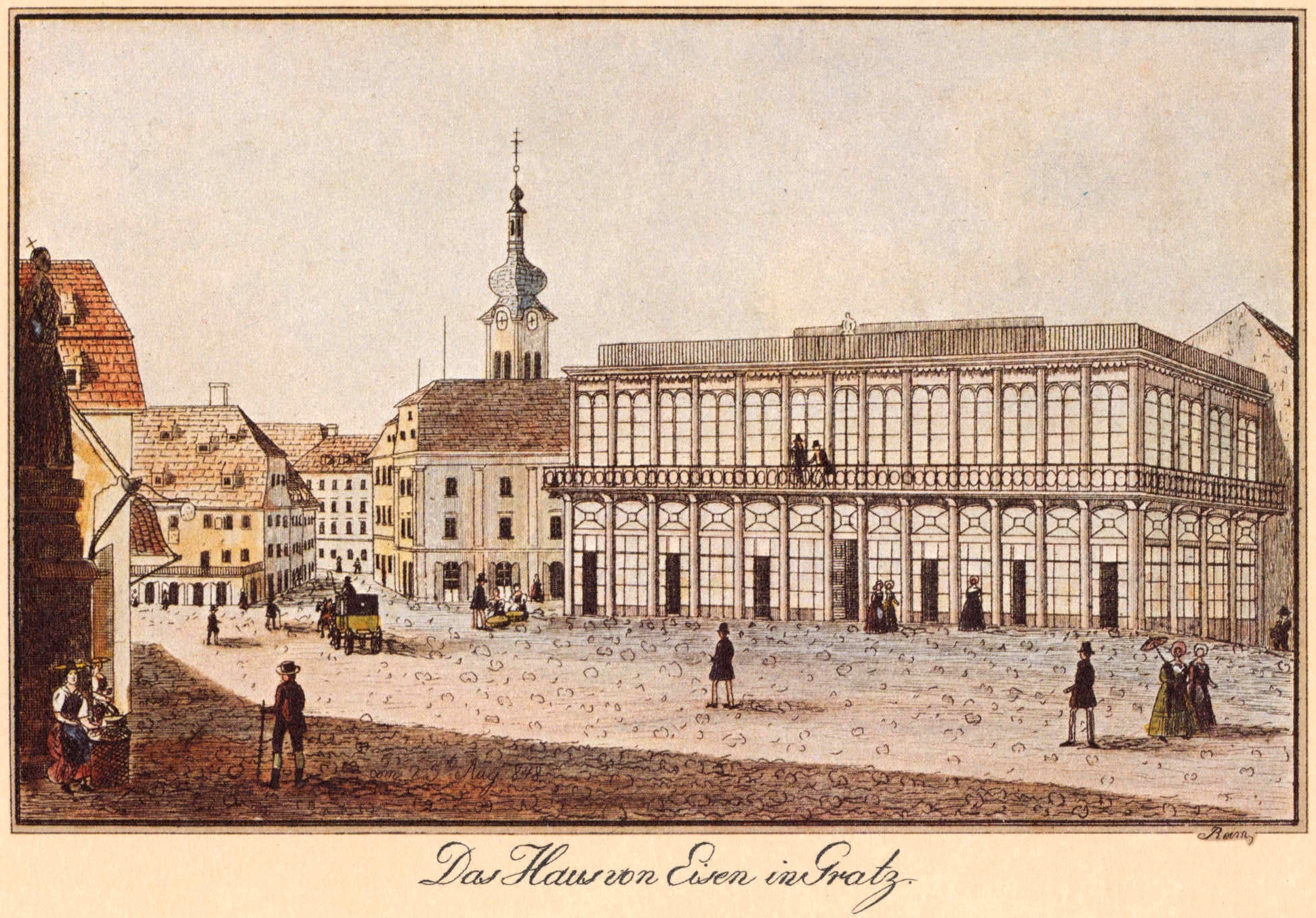
Żelazny Dom w Grazu

Josef Benedict Withalm (ur. 1771 w Grazu, zm. 1865) – austriacki architekt i budowniczy.

## Życiorys
W młodym wieku wiele podróżował. Uczestniczył m.in. w kampanii napoleońskiej w Rosji.
W latach 1844–1848 zaprojektował Kolizej w Ljubljanie (salę widowiskową na 3000 osób).
Od 1817 mieszkał w rodzinnym Grazu, gdzie pracował jako mistrz budowlany. Wśród jego budowli wzniesionych w tym mieście jest m.in. Żelazny Dom (niem. Eisernes Haus) na Murvorstadtplatz (dziś: Südtiroler Platz), który został zaprojektowany w 1846 zgodnie z najnowocześniejszymi trendami ówczesnej architektury. Pełnił najpierw rolę domu towarowego, potem koszar oraz domu modlitwy dla lokalnej gminy żydowskiej. Budowa Żelaznego Domu sprawiła, że stał się pionierem budownictwa żelaznego w Styrii. Był to jeden z pierwszych budynków żeliwnych w Europie kontynentalnej, wzniesiony jeszcze przed Pałacem Kryształowym w Londynie (1851).

## Uhonorowanie
Został mu nadany tytuł honorowego obywatela Lublany (1850).